# Elecciones estatales de Sabah de 1999
Las elecciones estatales de Sabah de 1999 tuvieron lugar entre el 12 y el 13 de marzo del mencionado año con el objetivo de renovar los 48 escaños de la Asamblea Legislativa Estatal, que a su vez investiría a un Ministro Principal para el período 1999-2004. Fueron las primeras elecciones desde que el Barisan Nasional (Frente Nacional), gobernante a nivel federal, recuperara el control del estado después de que varios diputados del Partido Unido de Sabah desertaran a sus filas.
El BN revalidó su mandato con el 46.29% de los votos y 31 de los 48 escaños contra un 41.38% del PBS, que obtuvo los 17 restantes. El Frente Federado Popular de Sabah (BERSEKUTU), obtuvo el 10.59% de los votos y ningún escaño. Esta fue la primera elección estatal de Sabah en la que intervino el Partido Islámico Panmalayo (PAS), aunque solo obtuvo 1.402 votos y ningún escaño. La participación fue del 72.17% del electorado registrado.
Con este resultado, Osu Sukam fue elegido Ministro Principal y juramentado el 14 de marzo, suplantando a Bernard Giluk Dompok.

## Resultados
|  | 46.29 % |

|  | 64.58 % |

|  | 41.38 % |

|  | 35.42 % |

|  | 10.59 % |

|  | 0.00 % |

|  | 0.81 % |

|  | 0.00 % |

|  | 0.27 % |

|  | 0.00 % |

|  | 0.00 % |

|  | 0.00 % |

|  | 0.66 % |

|  | 0.00 % |

|  | 98.75 % |

|  | 1.20 % |

|  | 0.05 % |

|  | 100.00 % |

|  | 72.17 % |